# Milieu intra-amas
En astronomie, le milieu intra-amas désigne le plasma chauffé typiquement entre 10 et 100 millions de kelvins présent au sein des amas de galaxies. Il est constitué principalement d'atomes d'hydrogène et d'hélium entièrement ionisés et constitue la majeure partie de la matière baryonique de l'Univers.
La température élevée du milieu intra-amas provient de l'énergie potentielle gravitationnelle libérée lors de la formation des amas de galaxies : l'énergie cinétique résultant de l'agglomération de la matière dans l'amas sous l'effet de son champ gravitationnel est convertie en énergie thermique sous l'effet des ondes de choc produites par la compression du milieu à grande échelle. Cette température explique par ailleurs que tous les atomes légers y soient entièrement ionisés : les électrons et les noyaux atomiques sont dissociés.
La concentration de la matière dans le milieu intra-amas est typiquement de l'ordre du millier de particules par mètre cube (10−3 cm−3) avec un libre parcours moyen de l'ordre de 1×1016 m, soit environ une année-lumière.
Le milieu intra-amas est un plasma essentiellement constitué d'hydrogène et d'hélium, enrichi d'éléments plus lourds tels que le fer. La métallicité moyenne y est de l'ordre d'un tiers de celle du Soleil, mais la métallicité observée au sein de certains amas peut être supérieure à celle du Soleil, comme c'est le cas dans l'amas du Centaure. Le milieu intra-amas constitue plus des quatre cinquièmes de la matière baryonique de l'amas, dont les galaxies ne contiennent qu'une fraction somme toute marginale.
Dans la mesure où les amas de galaxies ont un champ gravitationnel suffisant pour retenir la matière expulsée même par les supernovae les plus puissantes, l'étude fine de la composition du milieu intra-amas à différents redshifts permet en théorie de retracer la cinétique moyenne de la nucléosynthèse stellaire.
En raison de sa température, le milieu intra-amas émet principalement des rayons X par Bremsstrahlung ainsi que des raies d'émission X produites par ses éléments lourds, ce qui permet respectivement d'évaluer sa densité et sa métallicité. La densité augmente très sensiblement au centre de l'amas et la métallicité y est également plus élevée qu'en périphérie, tandis que la température au cœur de la structure est typiquement inférieure d'un tiers jusqu'à la moitié de la température des régions les plus externes.
L'émission de rayons X, qui sont très énergétiques, est la cause la plus probable du refroidissement relatif du milieu intra-amas au centre des amas de galaxies. Ce refroidissement est théoriquement très rapide par rapport à une échelle de temps cosmologique, de l'ordre du milliard d'années. Il doit conduire à l'apparition d'un flux de matière dirigé vers l'intérieur de l'amas, ce qu'on appelle un courant de refroidissement. Le refroidissement constaté est cependant bien moins marqué que celui auquel on s'attendrait par le calcul, ce qui constitue un problème astrophysique généralement expliqué par le rôle des galaxies actives.